# Manfred Ebner (Politiker, August 1953)
Manfred Ebner (* 27. August 1953 in Klagenfurt am Wörthersee; † 30. Mai 2015) war ein österreichischer Politiker (FPÖ) und Beamter des Magistrats Graz.
Vom 18. Oktober 1991 bis zum 23. Jänner 1996 gehörte er dem steirischen Landtag in einer gesamten Gesetzgebungsperiode als Landtagsabgeordneter an und legte in der nachfolgenden Gesetzgebungsperiode sein Mandat als Mitglied des Steiermärkischen Landtages mit Wirksamkeit vom 5. März 1996 zurück. Das Mandat wurde von der FPÖ mit dem Major Kurt List nachbesetzt.

## Leben und Wirken
Manfred Ebner wurde am 27. August 1953 als jüngster Sohn von Grete und Josef Ebner in Klagenfurt geboren. Hier absolvierte er auch seine allgemeine Schulausbildung und schloss diese mit der Matura an einem Klagenfurter Gymnasium ab. Danach begann er ein Technikstudium und wechselte in weiterer Folge in ein Studium der Rechtswissenschaften. Bereits während seiner Studienzeit war Ebner in der Hochschulpolitik tätig und hatte Funktion des stellvertretenden Vorsitzenden der Österreichischen Hochschülerschaft inne. Im Jahre 1983 trat er in den Magistratsdienst der Stadt Graz ein und wurde noch im selben Jahr zum Büroleiter des Staatssekretärs Mario Ferrari-Brunnenfeld bestellt. Nach drei Jahren in dieser Tätigkeit kehrte er wieder ans Grazer Magistrat zurück, leitete ab dieser Zeit unter anderem das Büro von Vizebürgermeister Peter Weinmeister und war an der Realisierung vieler Projekte beteiligt. Nach der Landtagswahl in der Steiermark 1991 zog er als Abgeordneter in den steirischen Landtag ein und gehörte diesem über die gesamte XII. Gesetzgebungsperiode hinweg an. Als Vorsitzender des Arbeitsausschusses des Raumordnungsbeirates war Ebner an vielen wichtigen Entscheidungen in raumordnungsrechtlichen Fragen wesentlich beteiligt.
Noch früh in der XIII. Gesetzgebungsperiode legte der gebürtige Kärntner sein Mandat am 5. März 1996 zurück. Das Mandat wurde von der FPÖ mit dem Major Kurt List nachbesetzt. Im Landtag gehörte Ebner als Ersatzmitglied dem Ausschuss für Bau, Wohnbau und Raumordnung, dem Finanzausschuss, dem Ausschuss für Europäische Integration und dem Ausschuss für Jugend, Familie und Frauenfragen an. Weiters war er Mitglied im Ausschuss für Föderalismus und Verwaltungsreform, im Gemeindeausschuss, im Ausschuss für Umweltschutz und Energie, im Notausschuss, im Verfassungs-, Unvereinbarkeits- und Immunitätsausschuss und im Ausschuss für Wissenschaft, Forschung und neue Technologien. Im Jahr 2003, rund um sein 50. Lebensjahr, ging Ebner krankheitsbedingt in den Ruhestand. Nachdem sich sein Gesundheitszustand ab 2013 zunehmend verschlechtert hatte, erlag er am 30. Mai 2015 im Alter von 61 Jahren seiner langen und schweren Erkrankung.